# Bengalia cuthbertsoni
Bengalia cuthbertsoni är en tvåvingeart som beskrevs av Zumpt 1956. Bengalia cuthbertsoni ingår i släktet Bengalia och familjen spyflugor. Inga underarter finns listade i Catalogue of Life.